# Садова (зупинний пункт, Львівська залізниця)
Садо́ва — пасажирський залізничний зупинний пункт Тернопільської дирекції Львівської залізниці на неелектрифікованій лінії Березовиця-Острів — Ходорів між станціями Козова (9 км) та Денисів-Купчинці (8 км). Розташований в селі Веснівка Тернопільського району Тернопільської області.

## Пасажирське сполучення
На платформі Садова зупиняються приміські дизель-поїзди сполученням Тернопіль — Підвисоке / Ходорів.